# Bart Carny
"Bart Carny" é o 12.º episódio da nona temporada de The Simpsons. Foi ao ar pela primeira vez na Fox Broadcasting Company nos Estados Unidos em 11 de janeiro de 1998, escrito por John Swartzwelder e contou com a direção de Mark Kirkland. O convidado Jim Varney estrelou como Cooder.
O episódio descreve Bart e Homer arranjando um emprego em um circo, onde fazem amizade com Cooder e seu filho Spud, que acabam invadindo a casa dos Simpsons. A obra teve recepção positiva dos críticos, e em sua transmissão original marcou 11,9 pontos; sendo o segundo programa de maior audiência da emissora naquela semana.

## Enredo
Após o fechamento de uma feira local, Bart e Homer encontram-se com os carnavalescos locais. Fascinado pelo estilo de vida despreocupado dos circenses, Bart começa a trabalhar com eles, enquanto Homer é rapidamente seduzido pela ideia de ganhar dinheiro fácil. No entanto, a diversão inicial rapidamente se transforma em caos quando Bart e Homer inadvertidamente roubam a casa dos Simpson para financiar um golpe de um circense. Quando Marge descobre o que está acontecendo, ela confronta Bart e Homer, forçando-os a devolver o dinheiro e a enfrentar as consequências de suas ações.

## Produção
O circo neste episódio é baseado na feira The Eastern States Exposition (atualmente conhecida como The Big E). Quando era criança, Mike Scully frequentava a feira e tinha a esperança de um dia vir a ser um circense. Esse é o único episódio que Mark Kirkland disse aos seus pais para não assistirem. Esse motivo se deve ao fato de Bart ter dito a frase "Saia da minha frente, eu sou Hitler". O padrasto de Kirkland era tenente na Segunda Guerra Mundial e foi ferido em combate. Cooder foi inspirado em David Mirkin, o showrunner das temporadas cinco e seis e co-escritor e produtor executivo de dois episódios da nona temporada. O formato da cabeça de Spud foi inspirado em Bart. As lentes "olho de peixe", quando Cooder está olhando pelo buraco do olho mágico, foi desenhado manualmente, e não opticamente, pelo diretor assistente Matthew Nastuk. Matt Groening afirmou que haviam planejado vários finais, inclusive um em que Homer joga o bambolê na chaminé.